# Tjurunga
Tjurunga is een monotypisch geslacht van spinnen uit de  familie van de Stiphidiidae.

## Soort
- Tjurunga paroculus (Simon, 1903)